# 艾瑞克·波貝
艾瑞克·波貝（挪威語：Erik Poppe；1960年6月24日—）是挪威電影導演與編劇。

## 生平
艾瑞克·波貝曾在世界之路報與路透社擔任新聞攝影師；1985年，他前往哥倫比亞拍攝火山爆發時受到感染而住院，這個經驗促使他辭去工作，轉赴瑞典電影、廣播、電視與戲劇學院修讀電影。
2013年，他根據年輕時擔任戰地記者的經驗拍攝了《一千次晚安》，是國際合拍的計畫，並找了法國演員茱麗葉·畢諾許主演。2016年取材自二戰史的作品《國王的抉擇》則被選為參與奧斯卡最佳外語片獎角逐的挪威代表，並進入12月的九強名單，不過最後並未獲得提名。
2018年，他完成改編自2011年烏托亞島夏令營大屠殺事件的電影《烏托亞，7月22日》，全片以一鏡到底拍攝，首度進入第68屆柏林影展正式競賽單元。

## 電影作品
- 1998:《邊緣赤子心》(Schpaaa)
- 2004:《挪威有個夏威夷》(Hawaii, Oslo)
- 2008:《心靈暗湧》(De usynlige)
- 2013:《一千次晚安》(A Thousand Times Good Night)
- 2016:《國王的抉擇（法语：Kongens nei (film)）》(Kongens nei)
- 2018:《烏托亞，7月22日（英语：U – July 22）》(Utøya 22. juli)

## 外部連結
- 艾瑞克·波貝在互联网电影资料库（IMDb）上的資料（英文）